# Контарева, Марина Гургеновна
Марина Гургеновна Контарева (1938 — 2009) — советский детский врач. Герой Социалистического Труда (1985).

## Биография
Родилась 7 июня 1938 года в городе Москва.
В 1961 году окончила Первый Московский медицинский институт имени И. М. Сеченова.
С 1961 по 1964 годы работала врачом, а с 1964 по 2009 годы — главным врачом дома ребенка № 12, Ломоносовский района города Москва.
М. Г. Контарева как главный врач старалась делать всё возможное, чтобы у каждого из малышей была семья, она отправляла своих сотрудников в роддома к отказным детям, чтобы они старались убедить молоденьких девушек, а иногда и их близких, не бросать малыша. Большую работу М. Г. Контарева вела и с усыновителями.
26 июня 1981 года Указом Президиума Верховного Совета СССР «за трудовое отличие» Марина Гургеновна Контарева была награждена Орденом Трудового Красного Знамени.
7 июня 1985 года  Указом Президиума Верховного Совета СССР «за большие заслуги в обучении, коммунистическом воспитании, охране здоровья детей-сирот и детей, оставшихся без попечения родителей» Марина Гургеновна Контарева была удостоена звания Героя Социалистического Труда с вручением Ордена Ленина и золотой медали «Серп и Молот».
М. Г. Контарева продолжала умело и уверенно руководить домом ребёнка и после распада Советского Союза, когда особо остро ощущались проблемы с финансированием детских и образовательных учреждений. Во многом благодаря ей у малышей были прекрасные спальни, столовая, туалеты, игровая и реабилитационная комнаты. Некоторые помещения были отремонтированы только благодаря тому, что Марина Гургеновна Контарева находила спонсоров.
Умерла 5 августа 2009 года. Похоронена на Введенском кладбище (5 уч.).

## Награды
- Медаль «Серп и Молот» (7.06.1985)
- Орден Ленина (7.06.1985)
- Орден Трудового Красного Знамени (26.06.1981)
- Почётная грамота Московской городской думы (Пост. №60 от 24.06.1998)